# Allotiso
Allotiso lancearius es una especie de araña araneomorfa de la familia Linyphiidae. Es el único miembro del género monotípico Allotiso.

## Distribución
Se encuentra en Georgia